# Meritré-Hatsepszut
Meritré-Hatsepszut vagy Hatsepszut-Meritré, gyakran csak Meritré („Ré kedveltje, a hölgyek legnemesebbike”) ókori egyiptomi királyné a XVIII. dinasztia idején, III. Thotmesz nagy királyi hitvese, II. Amenhotep anyja. Fia uralkodása alatt is ő viselte a nagy királyi hitves címet, Amenhotep egy feleségét sem emelte erre a rangra (örökösének anyja, Tiaa nevét is csak fia uralkodása alatt említik úgy, mintha főfelesége lett volna férjének).
Ámon, Ré és Atum papnőjének, Huinak a lánya volt. Korábban úgy tartották, Hatsepszut fáraónő kisebbik lánya, erről azonban már bebizonyosodott, hogy nem igaz, bár lehetséges, hogy tagja volt a királyi családnak.
Thotmesznek Meritré a második főfelesége volt az első, Szatiah halála után (vitatott, hogy Nofruré, Hatsepszut lánya is Thotmesz felesége volt-e). Hat közös gyermekük ismert, II. Amenhotep fáraó, valamint Menheperré herceg, Nebetjunet, Meritamon, Meritamon és Iszet hercegnők, akiket nagyanyjuk, Hui szobrán ábrázolnak (a szobor ma a British Museumban található, EA 1280). Iszet lehetett a legfiatalabb, mert alakját kisebbnek ábrázolják a többinél. Meritré-Hatsepszut viselte az Isten felesége címet, ami a királyi család magas rangú nőtagjai között öröklődött; őutána lánya, Meritamon viselte.
Ábrázolják III. Thotmesz Medinet Habu-i halotti templomában, itt a trónon ülő Thotmesz előtt áll, teljes királynéi díszben, keselyűkoronával, két tollal díszített fejékkel és légycsapóval. Itt nagy királyi hitvesként említik. Számos sírban is ábrázolják, közte férje sírjában, a Királyok völgye 43-ban, ahol egy oszlopon a fáraó alakja mögött áll; Meritrét itt a korábban elhunyt Szatiah királyné, valamint egy Nebtu nevű, alacsonyabb rangú feleség és a már szintén korábban elhunyt Nofertari hercegnő, a fáraó egyik lánya követi. Ré Ámon-főpap thébai sírjában (TT72) Meritrét fia, II. Amenhotep mögött ülve ábrázolják. Egy Sejh Abd el-Kurna-i sírban egy jelenet feltehetőleg Meritré-Hatsepszut szobrát ábrázolja, egy szánon álló kis építményben; a többi képen mind III. Thotmesz szobra látható. Egy sztélén, melyet egy udvaronc szobra tart, Meritré-Hatsepszut III. Thotmesz előtt áll, kettős tollal díszített fejékben, egyik kezében légycsapót tart, a másikban ankhot.
Meritré-Hatsepszut még életben volt unokája, IV. Thotmesz uralkodása alatt, de ebben az időben számtalan ábrázolását átalakították IV. Thotmesz anyja, Tiaa számára. Az 1921-ben a Királyok völgye 42 sírban talált alapítási lerakatok alapján ez a sír készült a számára, de nem itt temették el, hanem valószínűleg fia, II. Amenhotep sírjában, a Királyok völgye 35-ben. A KV42-be végül valószínűleg Szennofer thébai polgármester és felesége, Szenetnai temetkeztek.
Meritré címei: Örökös hercegnő (ỉrỉỉ.t-pˁt), A király felesége (ḥmt-nỉswt), Nagy királyi hitves (ḥmt-nỉswt wr.t), A Két Föld úrnője (nb.t-t3.wỉ), Az egyetlen, nagy tiszteletben álló (wr.t-ḥzwt-wˁtỉ.t), Az isten felesége (ḥmt-nṯr), Az isten keze (ḏrt-nṯr), A király anyja (mwt-nỉswt).

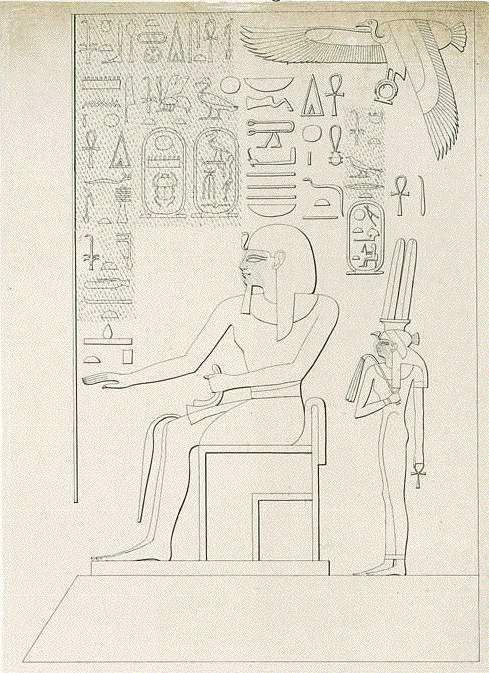
Meritré III. Thotmesz halotti templomában
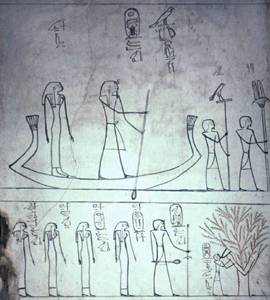
III. Thotmesz és családja a KV34 sírban, Meritré az alsó sorban a fáraó mögött
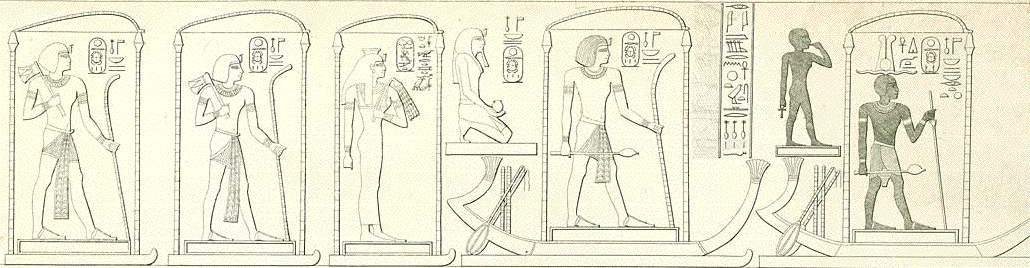
Jelenet egy Sejh Abd el-Kurna-i sírból, valószínűleg Meritré egy szobrával